# Людерсхаген
Людерсхаген (нем. Lüdershagen) — община в Германии, в земле Мекленбург-Передняя Померания.
Входит в состав района Северная Передняя Померания. Подчиняется управлению Барт.  Население составляет 576 человек (на 31 декабря 2010 года). Занимает площадь 13,94 км².